# Kiosk (Moltkestraße 1A)
Der Kiosk in der Moltkestraße ist ein Bauwerk in Darmstadt.

## Geschichte und Beschreibung
Der Kiosk wurde in den 1950er-Jahren im Stil der damaligen Zeit erbaut.
Typische Details sind:
- unterkellerter Rundbau
- rundumlaufendes, gesimsartiges, weit überstehendes Flachdach
- krönender Turmhelm
- schräggeneigte Vitrinenverglasung um das ganze Gebäude
- Innenausbau aus Holz mit mehreckiger Verkaufstheke (im Originalzustand erhalten)

## Denkmalschutz
Aus architektonischen und stadtgeschichtlichen Gründen wurde der Kiosk zum Kulturdenkmal erklärt.

## Heutige Nutzung
Am 26. Mai 2023 wurde der Kiosk nach mehrjähriger Planungs- und Vorbereitungszeit durch den Verein Zusammen in der Postsiedlung e.V. als Kiosk 1975 im Stil der 70er Jahre wiedereröffnet.  Verkauft werden vorrangig Süßigkeiten, Herzhaftes und Getränke aus den 70er Jahren, wie z. B. Klatschbrötchen, Langnese-Eis, Bockwürste (vegetarisch), Nappo, Esspapier, Bluna-Limonade, Afri-Cola und Ahoj-Brause.  Das Sortiment wird lose angeboten und kann wie früher üblich in Spitztüten individuell zusammengestellt werden.
Das Projekt wurde vom hessischen Denkmalschutzpreis in der Kategorie Ehrenamt ausgezeichnet.
Der von ehrenamtlichen Verkäufern betriebene Kiosk hat dreimal in der Woche (Montag, Donnerstag und Samstag) von 15 bis 18 Uhr geöffnet.